# Mistrzostwa Europy w Koszykówce Kobiet 1938
I Mistrzostwa Europy w koszykówce kobiet zostały rozegrane w 1938 roku we Włoszech, w Rzymie. W turnieju wzięło udział 5 reprezentacji, a mistrzyniami została drużyna włoska.

## Wyniki
| lp | Reprezentacja | Z | R | P | Punkty   | +/-   | Ratio | Punkty |
| -- | ------------- | - | - | - | -------- | ----- | ----- | ------ |
| 1. | Włochy        | 3 | 0 | 1 | 140 : 68 | + 72  | 2,06  | 7      |
| 2. | Litwa         | 3 | 0 | 1 | 92 : 69  | + 23  | 1,33  | 7      |
| 3. | Polska        | 3 | 0 | 1 | 101 : 73 | + 28  | 1,38  | 7      |
| 4. | Francja       | 1 | 0 | 3 | 94 : 96  | - 2   | 0,98  | 5      |
| 5. | Szwajcaria    | 0 | 0 | 4 | 42 : 163 | - 121 | 0,26  | 4      |

| Polska  | 24:21         | Litwa      |                      |
| Francja | 43:18         | Szwajcaria |                      |
| Litwa   | 23:21         | Włochy     |                      |
| Włochy  | 27:19         | Polska     |                      |
| Litwa   | 28:10         | Szwajcaria |                      |
| Polska  | 34:6          | Szwajcaria |                      |
| Litwa   | 20:14 (18:4)  | Francja    | 14 października 1938 |
| Włochy  | 58:8          | Szwajcaria |                      |
| Polska  | 24:19 (14:4)  | Francja    | 15 października 1938 |
| Włochy  | 34:18 (14:10) | Francja    | 16 października 1938 |

## Skład zespołu polskiego
Reprezentacja Polski: Halina Bruszkiewicz, Irena Brzustowska, Zofia Filipiak, Jadwiga Głażewska, Helena Gruszczyńska, Edyta Holfeier, Irena Jaśnikowska, Irena Kamecka, Zdzisława Wiszniewska, Helena Woynarowska. 
- Trener Mieczysław Piotrowski